# Камден (Міссурі)
Камден (англ. Camden) — місто (англ. city) в США, в окрузі Рей штату Міссурі. Населення — 175 осіб (2020).

## Географія
Камден розташований за координатами 39°12′0″ пн. ш. 94°1′11″ зх. д. / 39.20000° пн. ш. 94.01972° зх. д. (39.200096, -94.019595).  За даними Бюро перепису населення США в 2010 році місто мало площу 1,96 км², уся площа — суходіл.

## Демографія
Згідно з переписом 2010 року, у місті мешкала 191 особа в 73 домогосподарствах у складі 48 родин. Густота населення становила 98 осіб/км².  Було 87 помешкань (44/км²).
Расовий склад населення:
| - 99,0 % — білих |

До двох чи більше рас належало 1,0 %. Частка іспаномовних становила 0,5 % від усіх жителів.
За віковим діапазоном населення розподілялося таким чином: 26,2 % — особи молодші 18 років, 57,6 % — особи у віці 18—64 років, 16,2 % — особи у віці 65 років та старші. Медіана віку мешканця становила 36,5 року. На 100 осіб жіночої статі у місті припадало 122,1 чоловіків;  на 100 жінок у віці від 18 років та старших — 120,3 чоловіків також старших 18 років.
Середній дохід на одне домашнє господарство  становив 48 985 доларів США (медіана — 36 042), а середній дохід на одну сім'ю — 65 835 доларів (медіана — 66 250). Медіана доходів становила 48 125 доларів для чоловіків та 32 344 долари для жінок. За межею бідності перебувало 16,1 % осіб, у тому числі 14,9 % дітей у віці до 18 років та 10,9 % осіб у віці 65 років та старших.
Цивільне працевлаштоване населення становило 89 осіб. Основні галузі зайнятості: освіта, охорона здоров'я та соціальна допомога — 32,6 %, виробництво — 21,3 %, транспорт — 14,6 %, роздрібна торгівля — 10,1 %.